# Francuski Togoland
Francuski Togoland bilo je područje pod mandatom Francuske kojeg je stvorila Liga naroda, nakon što je njemački protektorat Togoland podijeljen na Francuski Togoland i na Britanski Togoland. Ovo područje je kasnije postalo Republika Togo.
26. kolovoza 1914. godine, francuske i britanske snage su osvojile njemački protektorat Togoland. To područje je podijeljeno na francuske i britanske upravne zone 1916. godine, a nakon rata su ovim područjem i službeno upravljale Francuska i Ujedinjeno Kraljevstvo što je odobrila Liga naroda. Nakon Drugog svjetskog rata UN je odobrio ovim zemljama daljnje upravljanje tim podijeljenim teritorijem.
Po statutu iz 1955. godine, Francuski Togoland je postao autonomna republika unutar Francuske unije, iako je zadržao svoj status u UN-u. Zakonodavna skupština koje je izabirana općim glasovanjem imala je znatnu moć u unutarnjim poslovima područja, a postojalo je i izvršno tijelo na čelu s premijerom. Ove promjene su donijete ustavom koji je odobren referendumom 1956. godine. 10. rujna 1956. godine, Nicolas Grunitzky je postao premijer Toga. Ipak, zbog neregularnosti su održani drugi izbori 1958. godine, na kojima je pobijedio Sylvanus Olympio. 27. travnja 1960. godine, u blagom je tranzicijskom postupku Togo prekinuo ustavne veze s Francuskom i odbacio svoj status u UN-u i postao potpuno nezavisna država.